# 브르다강

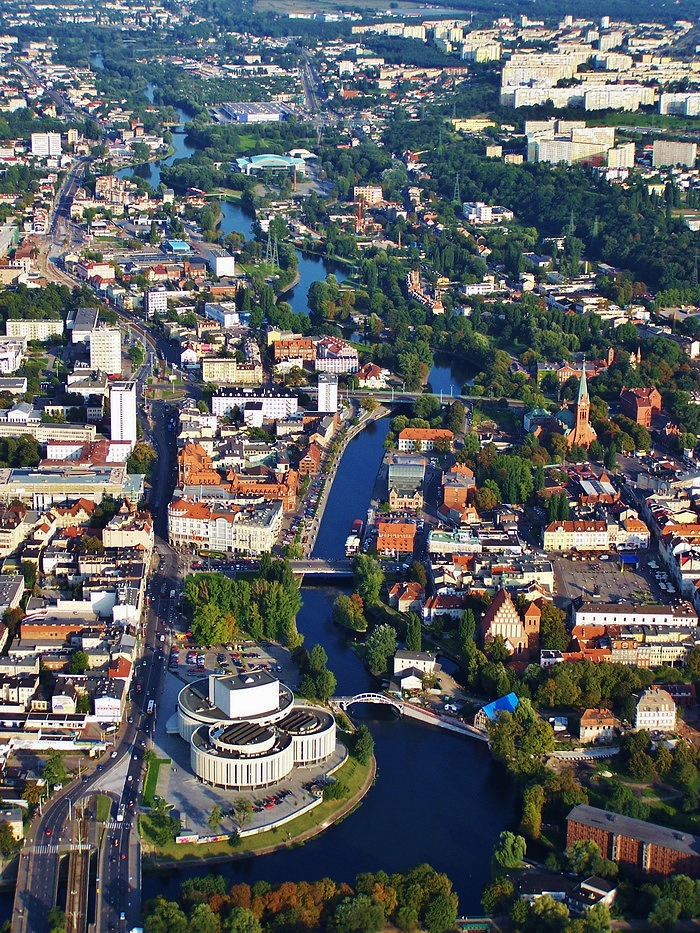
비드고슈치를 흐르는 브르다강

브르다강(폴란드어: Brda)은 폴란드 북부의 비스와강의 지류다. 총 길이는 245 km이며, 유역 면적은 4,665 km2이다. 폴란드에서만 흐른다.